# Pipit à longues pattes
Anthus pallidiventris
Espèce
Statut de conservation UICN

LC : Préoccupation mineure
Le Pipit à longues pattes (Anthus pallidiventris) est une espèce de passereaux de la famille des Motacillidae. 

## Répartition et sous-espèces
Cet oiseau est réparti à travers l'ouest de l'Afrique centrale.
Selon GBIF (7 juin 2023) :
- Anthus pallidiventris esobe Chapin, 1937 — centre-amont du fleuve Congo
- Anthus pallidiventris pallidiventris Sharpe, 1885

## Systématique
Le nom valide complet (avec auteur) de ce taxon est Anthus pallidiventris Sharpe, 1885.
Ce taxon porte en français le nom vernaculaire ou normalisé suivant : Pipit à longues pattes,.

## Publication originale
- (en) R. Bowdler Sharpe, Catalogue of the birds in the British Museum : Fringilliformes : Part I, t. 10, Londres, Taylor & Francis, 1885, 706 p. (lire en ligne), p. 560.